# Грибовка (Ульяновская область)
Грибовка — село в Старомайнском районе Ульяновской области России. Входит в состав Матвеевского сельского поселения.

## География
Село находится в северной части Левобережья, в лесостепной зоне, в пределах Низкого Заволжья, на расстоянии примерно 29 километров (по прямой) к северо-востоку от посёлка городского типа Старая Майна, административного центра района. Абсолютная высота — 67 метров над уровнем моря.
Климат
Климат характеризуется как умеренно континентальный, с тёплым летом и умеренно холодной снежной зимой. Средняя температура воздуха самого тёплого месяца (июля) — 20 °C (абсолютный максимум — 39 °C); самого холодного (января) — −13,8 °C (абсолютный минимум — −47 °C). Продолжительность безморозного периода составляет в среднем 131 день. Среднегодовое количество атмосферных осадков составляет 406 мм. Снежный покров образуется в конце ноября и держится в течение 145 дней.
Часовой пояс
Село Грибовка, как и вся Ульяновская область, находится в часовой зоне МСК+1. Смещение применяемого времени относительно UTC составляет +4:00.

## История
Грибовка возникла к середине XIX века под названием Екатериновка. Название было получено по имени владелицы — надворной советницы Екатерины Николаевны Грибовской, переселившей сюда своих крестьян из села Матвеевка. Кроме названия Екатериновка почти одновременно получило и другое название — Новоселье, которое надолго стало основным названием сельца. Лишь в конце XIX века стало назваться — Грибовка.
К 1859 году в сельце Новоселье был 51 двор и 383 жителя. 
12 сентября 1885 года в сельце открылась школа грамоты, а 2 ноября 1887 года Грибовская школа грамоты была преобразована в земское училище.
В 1908 году в сельце — 127 дворов и 766 жителей. 
В 1918 году в деревне был образован Сельский Совет.
В 1928 году в Грибовке было создано товарищество «Победа», а в 1929 году было создано кооперативное товарищество «Красная яблоня», но вскоре было ликвидировано. 
В 1929 году в Грибовке было — 174 хозяйства и 872 жителя.
За время Великой Отечественной войны грибовцы потеряли 67 своих односельчан.
В 1957 году колхоз «Доброволец» объединился с колхозами Бекетовки и Алашеевки и стал называться имени Жданова.
В 1959 году население Грибовки — 566 жителей.
В 1960 году к колхозу имени Жданова присоединились колхозы Приютного, Васильевки, Михайловки, а укрупненный колхоз назвали «Октябрь». 
В 1979 году в Грибовке — 465 жителей. 
В 1999 году в деревне было 208 хозяйств и 519 жителей.

## Население
| 2010 |
| ---- |
| 417  |

Национальный состав
Согласно результатам переписи 2002 года, в национальной структуре населения русские составляли 96 % из 503 чел.

## Инфраструктура
Ныне здесь имеется: средняя школа, дом культуры, детский сад, медпункт. Возле деревни расположено четыре кургана — предположительно бронзовый век.